# Брехешешть
Брехешешть, Брехешешті (рум. Brăhășești) — село у повіті Галац в Румунії. Входить до складу комуни Брехешешть.
Село розташоване на відстані 204 км на північний схід від Бухареста, 85 км на північний захід від Галаца, 125 км на південь від Ясс, 142 км на схід від Брашова.

## Населення
За даними перепису населення 2002 року у селі проживали 2362 особи.
Національний склад населення села:
| Національність | Кількість осіб | Відсоток |
| -------------- | -------------- | -------- |
| румуни         | 2096           | 88,7%    |
| цигани         | 264            | 11,2%    |

Рідною мовою назвали:
| Мова      | Кількість осіб | Відсоток |
| --------- | -------------- | -------- |
| румунська | 2096           | 88,7%    |
| циганська | 264            | 11,2%    |